# آنجل گودریچ
آنجل گودریچ (انگلیسی: Angel Goodrich؛ زادهٔ ۲۴ فوریهٔ ۱۹۹۰) بازیکن بسکتبال اهل ایالات متحده آمریکا است.